# Augmented Satellite Launch Vehicle

Zeichnung des ASLV

Das Augmented Satellite Launch Vehicle (ASLV) war – nach dem SLV – die zweite Trägerrakete der indischen Raumforschungsbehörde (ISRO). Ziel war es, Nutzlasten von bis zu 150 kg, dem vierfachen des SLV, in einen 400 km hohen Orbit zu befördern. Gegenüber dem SLV erweiterte man die erste Stufe um zwei Booster, abgeleitet aus der ersten Stufe. Die erste Stufe wurde zur zweiten Stufe, sie wurde erst nach dem Ausbrennen der Booster gezündet. Alle fünf Stufen verwendeten Feststoffraketentriebwerke.
Der erste Start des ASLV erfolgte am 24. März 1987, war jedoch nicht erfolgreich. Erst beim vierten und letzten Start am 4. Mai 1994 brachte das ASLV einen Satelliten in die geplante Erdumlaufbahn.

## Startliste
Alle ASLV-Nutzlasten waren Satelliten der ISRO.
| Flug Nr. | Datum (UTC)   | Startplatz | Nutzlast | Art der Nutzlast        | Nutzlastmasse | Anmerkungen |
| -------- | ------------- | ---------- | -------- | ----------------------- | ------------- | --- |
| D1       | 24. März 1987 | SHAR       | SROSS A  | Forschungssatellit      | 150 kg        | Fehlschlag Die zweite Stufe 2 zündete nicht.                                                                                 |
| D2       | 13. Juli 1988 | SHAR       | SROSS B  | Erdbeobachtungssatellit | 150 kg        | Fehlschlag Die Kontrolle über die Rakete ging verloren.                                                                      |
| D3       | 20. Mai 1992  | SHAR       | SROSS C  | Forschungssatellit      | 106 kg        | Fehlschlag Ungenügende Spinstabilisierung der fünften Stufe; die Nutzlast wurde in einem viel zu niedrigen Orbit ausgesetzt. |
| D4       | 4. Mai 1994   | SHAR       | SROSS C2 | Röntgensatellit         | 113 kg        | Erfolg |